# (30577) Pinchuk
(30577) 2001 OU103 est un objet de la ceinture principale d'astéroïdes intérieure de 1,704 km de diamètre découvert en 2001.

## Description
(30577) 2001 OU103 a été découvert le 29 juillet 2001 à la Station Anderson Mesa, un des deux sites d'observation de l'observatoire Lowell en Arizona (États-Unis), par le programme Lowell Observatory Near-Earth-Object Search (LONEOS).

### Caractéristiques orbitales
L'orbite de cet astéroïde est caractérisée par un demi-grand axe de 1,82 ua, un périhélie de 1,67 ua, une excentricité de 0,08 et une inclinaison de 24,25° par rapport à l'écliptique. Du fait de ces caractéristiques, à savoir un demi-grand axe inférieur à 2 ua et un périhélie supérieur à 1,666 ua, il est classé, selon la JPL Small-Body Database, objet de la ceinture principale d'astéroïdes intérieure.

### Caractéristiques physiques
(30577) 2001 OU103 a une magnitude absolue (H) de 15,6 et un albédo estimé à 0,555, ce qui permet de calculer un diamètre de 1,704 km. Ces résultats ont été obtenus grâce aux observations du Wide-Field Infrared Survey Explorer (WISE), un télescope spatial américain mis en orbite en 2009 et observant l'ensemble du ciel dans l'infrarouge, et publiés en 2011 dans un article présentant les premiers résultats concernant les astéroïdes de la ceinture principale.